# Barbara Wharton Low
Barbara Wharton Low (23 mars 1920 – 10 janvier 2019) est une biochimiste, biophysicienne et chercheuse américano-britannique qui a participé à la découverte de la structure de la pénicilline et des caractéristiques d'autres antibiotiques.

## Jeunesse et éducation
Barbara Wharton Low naît le 23 mars 1920 à Lancaster (Royaume-Uni) de Matthew Low et Mary Jane Wharton. Elle obtient son bachelor en 1943 au Somerville College (Oxford ), une école pour femmes rattachée à l'Université d'Oyxford. Elle y étudie le polonais et envisage de contribuer à l'aide d'après-guerre en Pologne.

## Carrière
Elle commence alors comme assistante de recherches dans le département de cristallographie chimique de Sommerville sous la direction de la biochimiste Dorothy Hodgkin. Grâce à l'accent mis par Hodgkin sur la cristallographie des protéines, pour lequel elle recevra un prix Nobel, Low et ses collègues s'engagent dans des recherches sur l'utilisation des rayons X pour déterminer la structure des protéines cristallisées. À la fin de la Seconde Guerre mondiale, elle découvre les composants élémentaires soufrés de la pénicilline qui permettront sa production de masse et sa transformation ultérieure en d'autres composés antibiotiques. Parce que les connaissances obtenues par Low et Hodgkin étaient d'une grande importance et que la recherche avait été financée par le gouvernement britannique, leurs travaux sur la pénicilline sont restés classifiés pendant des décennies par la suite.
Ses idéologies de gauche l'opposent à Margaret Roberts, une autre étudiante de Hodgkins qui deviendra plus tard la baronne Thatcher et, finalement, la Première ministre du Royaume-Uni.
Low obtient une maîtrise et un doctorat en chimie de l'Université d'Oxford en 1946 et 1948 respectivement, avant de devenir associée de recherche au California Institute of Technology (Caltech). Elle y travaille sous la direction du lauréat du prix Nobel Linus Pauling pendant un an.
En 1949, Low devient associée de recherches à l'Université Harvard où elle collabore avec Edwin Cohn. L'année suivante, elle est nommée professeur adjoint de chimie biophysique. Elle se tourne vers la recherche sur la structure et la composition de l'insuline et les études structurelles sur les cristaux d'albumine. Elle inclut dans ses recherches les neurotoxines, y compris le curare et ses dérivés. Les études générales sur les protéines de son laboratoire ont abouti en 1952 à la découverte de l'hélice pi, un composant structurel fondamental d'un nombre important de protéines. En 1950, elle épouse un collègue biochimiste Metchie J. E. Budka. Elle est élue membre de l'American Academy of Arts and Sciences en 1953.
En 1956, elle obtient la nationalité américaine et devient professeur agrégée à l'Université Columbia. En 1966, elle est promue professeur titulaire et reste à Columbia jusqu'à la retraite en 1990 comme professeur émérite de biochimie et de biophysique moléculaire. 
En tant que membre du comité de l'action positive de l'Université Columbia, Low croit fermement à la diversification du corps professoral et du personnel de l'université. Elle souhaite contribuer à améliorer le statut des femmes dans le domaine des sciences et y a contribuant en recrutant et encourageant un grand nombre d'étudiantes diplômées dans son laboratoire.
Elle meurt le 10 janvier 2019 à Riverdale, un quartier du Bronx.

## Publication (sélection)
- D. Crowfoot, C.W. Bunn, B.W. Rogers-Low et A. Turner-Jones, « The X-ray crystallographic investigation of the structure of penicillin », Princeton University Press,‎ 1949, p. 310–367
- Barbara W. Low et R. B. Baybutt, « The π Helix—A Hydrogen Bonded Configuration of the Polypeptide Chain », J. Am. Chem. Soc., vol. 74, no 22,‎ 1952, p. 5806–5807 (DOI 10.1021/ja01142a539)
- McGavin, A., Einstein, J., & Low, B. (1962). Insulin-Gross Molecular Structure: Trial-and-Error Studies Using Transform and Patterson Function Techniques. Proceedings of the National Academy of Sciences of the United States of America, 48(12), 2150-2157. Retrieved March 10, 2020, from www.jstor.org/stable/71573
- Einstein, J., McGavin, A., & Low, B. (1963). Insulin-A Probable Gross Molecular Structure. Proceedings of the National Academy of Sciences of the United States of America, 49(1), 74-81. Retrieved March 10, 2020, from www.jstor.org/stable/71651
- Low, B., & Celia C. H. Chen. (1966). Deamino-Oxytocin and 1-γ-Mercaptobutyric Acid-Oxytocin: X-ray Crystallographic Data. Science, 151(3717), 1552-1553. Retrieved March 10, 2020, from www.jstor.org/stable/1718065
- Low, B., Lovell, F., & Rudko, A. (1968). Prediction of α -helical Regions in Proteins of Known Sequence. Proceedings of the National Academy of Sciences of the United States of America, 60(4), 1519-1526. Retrieved March 10, 2020, from www.jstor.org/stable/59075
- Fullerton, W., Potter, R., & Low, B. (1970). Proinsulin: Crystallization and Preliminary X-Ray Diffraction Studies. Proceedings of the National Academy of Sciences of the United States of America, 66(4), 1213-1219. Retrieved March 10, 2020, from www.jstor.org/stable/59942
- Low, B., Preston, H., Sato, A., Rosen, L., Searl, J., Rudko, A., & Richardson, J. (1976). Three Dimensional Structure of Erabutoxin b Neurotoxic Protein: Inhibitor of Acetylcholine Receptor. Proceedings of the National Academy of Sciences of the United States of America, 73(9), 2991-2994. Retrieved March 10, 2020, from www.jstor.org/stable/65657